# Lanchester (Durham)
Pour les articles homonymes, voir Lanchester.
Lanchester est un village et une paroisse civile anglais situé dans le comté de Durham au nord-est du pays. En 2011, sa population était de 4 054 habitants

## Source de la traduction
- (en) Cet article est partiellement ou en totalité issu de l’article de Wikipédia en anglais intitulé « Lanchester, County Durham » (voir la liste des auteurs).